# Ligne 85 du S-Bahn de Berlin
Pour les articles homonymes, voir S85.
La ligne 85 du S-Bahn de Berlin (S-Bahnlinie 85 ou S85) est l'une des quinze lignes du réseau S-Bahn de Berlin. D'une longueur de 23,9 km et desservant 16 gares, elle assure avec la ligne 8 les liaisons nord ↔ sud dans la partie orientale de la capitale allemande. Le S-Bahn 85 circule intégralement dans le land de Berlin ; son terminus nord se trouve à la gare de Berlin-Pankow et son terminus sud à la gare de Berlin-Grünau.

## Historique
Avant la réforme du 10 décembre 2017, le terminus nord se situait à la gare de Berlin-Waidmannslust, aujourd'hui desservie par la ligne 26 du S-Bahn de Berlin.

## Liste des gares
En partant de l'extrémité nord de la ligne 85 (Les gares en gras servent de départ ou de terminus à certaines missions) : 
| PK   |  |   |  | Gare                 | Zone tarifaire | Quartier berlinois | Correspondances, | Ligne ferroviaire |
| ---- |  | - |  | -------------------- | -------------- | ------------------ | ---------------- | ----------------- |
| 0,0  |  | o |  | Pankow               | B              | Pankow             |                  | Berlin—Szczecin   |
| 1,6  |  | o |  | Bornholmer Straße    | B              | Prenzlauer Berg    |                  | Berlin—Szczecin   |
| 3,3  |  | o |  | Schönhauser Allee    | A              | Prenzlauer Berg    |                  | Ringbahn          |
| 4,2  |  | o |  | Prenzlauer Allee     | A              | Prenzlauer Berg    |                  | Ringbahn          |
| 5,2  |  | o |  | Greifswalder Straße  | A              | Prenzlauer Berg    |                  | Ringbahn          |
| 6,8  |  | o |  | Landsberger Allee    | A              | Prenzlauer Berg    |                  | Ringbahn          |
| 7,8  |  | o |  | Storkower Straße     | A              | Prenzlauer Berg    |                  | Ringbahn          |
| 9,1  |  | o |  | Frankfurter Allee    | A              | Friedrichshain     |                  | Ringbahn          |
| 10,5 |  | o |  | Ostkreuz             | A              | Friedrichshain     |                  | Ringbahn          |
| 11,7 |  | o |  | Treptower Park       | A              | Alt-Treptow        |                  | Ringbahn          |
| 14,0 |  | o |  | Plänterwald          | B              | Plänterwald        |                  | Berlin—Görlitz    |
| 15,5 |  | o |  | Baumschulenweg       | B              | Baumschulenweg     |                  | Berlin—Görlitz    |
| 17,4 |  | o |  | Schöneweide          | B              | Niederschöneweide  |                  | Berlin—Görlitz    |
| 18,7 |  | o |  | Dépôt de Schöneweide | B              | Niederschöneweide  |                  | Berlin—Görlitz    |
| 20,5 |  | o |  | Adlershof            | B              | Adlershof          |                  | Berlin—Görlitz    |
| 23,9 |  | o |  | Grünau               | B              | Grünau             |                  | Berlin—Görlitz    |